# 12672 Nygardh
12672 Nygardh este o planetă minoră (asteroid), cu un diametru de 5,104 km, din centura de asteroizi. A fost descoperită pe 16 martie 1980 la Observatorul La Silla de Claes-Ingvar Lagerkvist⁠(d). 
Obiectul prezintă o orbită caracterizată de o semiaxă mare de 3,0030275 UAi, o excentricitate de 0,05, o înclinație de 0,75312 ° în raport cu ecliptica.